# 艾奥娜·温妮弗里斯
艾奥娜·温妮弗里斯（英語：Iona Winnifrith；2011年4月11日—）是英国S7级残疾人游泳运动员，曾在巴黎残奥会女子100米蛙泳项目获得亚军。其参赛时年仅13周岁又148天，是为当届残奥会英国代表团最年轻的运动员。

## 生平
温妮弗里斯2011年4月11日出生于汤布里奇，家中有三兄。因骨骼发育不良，其四肢较一般人略短。幼年时，她的母亲吉莉安（Gillian）即带她一同游泳。五岁时，她成为“学泳”队最年轻的队员。受13岁即在北京残奥会夺金的埃莉·西蒙兹启发，她决定投身竞技游泳项目。
2024年欧锦赛，温妮弗里斯参加了100米蛙泳、200米混合泳和50米蝶泳项目，于前两项获得双料金牌，后一项夺得铜牌。而在200米混合泳项目中，她以3分09秒76刷新了欧洲纪录。同年巴黎残奥会，她在100米蛙泳项目以1分26秒69夺银，较中立运动员玛丽亚·帕夫洛娃晚3.60秒，后者刷新了世界纪录。在200米个人混合泳决赛中，温妮弗里斯不敌朱莉娅·加夫尼，屈居殿军；而在50米蝶泳预赛中，她以39秒34触边，无缘决赛。